# Lacatâmia
Lacatâmia (em grego:  Λακατάμια) é uma cidade localizada no distrito de Nicósia, Chipre. Com população de 38,345 habitantes pelo censo de 2011.